# Emoia physicina
Emoia physicina — вид сцинкоподібних ящірок родини сцинкових (Scincidae). Ендемік Нової Гвінеї.

## Поширення і екологія
Emoia physicina мешкають на південному сході Нової Гвінеї, на південь від гір Центрального хребта і Овен-Стенлі, а також спостерігалися в басейні річки Міміка на південному заході острова. Вони живуть у вологих рівнинних і гірських тропічних лісах, в тіністій лісовій підстилці. Зустрічаються на висоті до 1400 м над рівнем моря. Ведуть денний спосіб життя.